# Myrath
I Myrath (in arabo ميراث‎?) sono un gruppo musicale progressive metal tunisino formato nel 2001 a Ez Zahra e facenti parte del movimento oriental metal.

## Storia dei Myrath
Nati nel 2001 con il nome di Xtazy; all'epoca erano una cover band di adolescenti, il chitarrista fondatore Malek Ben Arbia aveva solo 13 anni; recentemente si sono esibiti in un paio di importanti festival locali.
Nel 2006 hanno cambiato il nome in Myrath, che in arabo significa eredità o lascito, e hanno firmato per un'etichetta discografica, risultando così il primo gruppo metal tunisino a firmare per un'etichetta discografica.
I loro primi due album sono stati Hope nel settembre 2007 e Desert Call nel gennaio 2010. Hanno girato un video per la canzone Merciless Times da Tales of the Sand, il loro terzo album, e hanno accompagnato gli Orphaned Land (gruppo israeliano, tra i nomi fondamentali dell'oriental metal) in un tour europeo a partire da novembre 2011. Nel 2012 furono poi inseriti nella compilazione prodotta dalla Century Media Records ed intitolata Oriental Metal Compilation curata da Kobi Farhi. Il 29 gennaio 2016 esce il video di Believer, primo singolo estratto dall'album Legacy, pubblicato il 12 febbraio successivo.

## Formazione

### Formazione attuale
- Zaher Zorgati – voce (2007-presente)
- Malek Ben Arbia – chitarra (2001-presente)
- Anis Jouini – basso (2006-presente)
- Morgan Berthet – batteria (2011-presente)
- Elyes Bouchoucha – tastiera, voce (2003-presente)

### Ex componenti
- Walid Issaoui – chitarra (2001-2003)
- Tarek Idouani – voce (2001-2003)
- Fahmi Chakroun – batteria (2001-2004)
- Zaher Ben Hamoudiya – basso (2001-2004)
- Saif Ouhibi – batteria (2004-2011)
- Pierre-Emmanuel Desfray – batteria (2011-2012)

## Discografia

### Album in studio
- 2007 – Hope
- 2010 – Desert Call
- 2011 – Tales of the Sands
- 2016 – Legacy
- 2019 – Shehili
- 2024 – Karma